# ダイレクト・レンダリング・インフラストラクチャ

The Linux graphics stack adheres to Mesa 3D

ダイレクト・レンダリング・インフラストラクチャ (Direct Rendering Infrastructure, DRI) は、X Window Systemにおいて利用されるインターフェイス仕様で、XクライアントであるGUIアプリケーションがXサーバを経由せずに直接グラフィックアクセラレータ (GPU) にアクセスし、高速な描画を実現するための手順を定めたものである。オープンソースの著名なグラフィックスライブラリであるMesaは、DRIの上にOpenGLやVulkanのAPIを実装することで透過的なハードウェアアクセラレーションを実現している。そのためMesaを使う限り、一般のアプリケーション開発者はハードウェアの能力を生かしたアプリケーションを開発する場合でも、DRIに関する知識を持っている必要はない。

## 参考
- The DRI project history